# ルイビル国際空港
ルイビル国際空港（英: Louisville International Airport）は、アメリカ合衆国ケンタッキー州ジェファーソン郡ルイビルにある国際空港。旧称はスタンディフォード飛行場（英: Standiford Field）である。2019年1月、ルイビル出身のモハメド・アリの名を冠し、ルイビル・モハメド・アリ国際空港 (Louisville Muhammad Ali International Airport) へ改称した。

## 概要
1941年、アメリカ陸軍工兵司令部によって建設され、スタンディフォード飛行場（英: Standiford Field）と名づけられた(IATAコードのSDFは旧称に由来している)。
1980年代になると、UPS航空が航空貨物の取扱の最大拠点とし、"Worldport" として大幅に拡張された。空港敷地の大半は、UPS用の貨物ターミナルとなっている。2018年の貨物取扱量は2,890,000トン以上であり、世界で7位、全米では3位の規模となる。同年の旅客数は380万人であった。
ケンタッキー州空軍(Kentucky Air National Guard)の基地としても利用されている。

## 就航航空会社
- UPS航空がハブ空港としている。旅客は国内線のみである。

## 就航路線
| 航空会社                                     | 就航地                                                                                                |
| -------------------------------------------- | --- |
| アメリカン航空・アメリカン・イーグル         | シャーロット、シカゴ/ORD、ダラス、マイアミ、ニューヨーク/LGA、フィラデルフィア、ワシントン/ナショナル |
| デルタ航空・デルタ・コネクション             | アトランタ、シンシナティ、デトロイト、ミネアポリス＝セントポール、メンフィス                          |
| ユナイテッド航空・ユナイテッド・エキスプレス | シカゴ/ORD                                                                                            |
| サウスウエスト航空                           | ボルチモア、シカゴ/MDW、ラスベガス、オーランド、セントルイス、タンパ                                  |

## 空港アクセス
- タクシー
- シャトルバン(市内の主要ホテルまで)
- バス TARC 2番のバスが市内まで運行している。